# Format anamòrfic
L'anamorfosi és un procediment de deformació reversible aconseguida a través de procediments òptics o matemàtics. L'enregistrament anamòrfic consisteix en l'enregistrament a través d'un objectiu que deforma la imatge disminuint-la pels laterals per posteriorment estirar-la amb l'objectiu d'aconseguir una imatge ultra panoràmica. Aquesta tècnica és emprada en la cinematografia per aconseguir una imatge amb un ràtio de 2.35: 1 o de 2.70: 1, sent aquesta última la més gran aconseguida.

## Breu història del format panoràmic anamòrfic

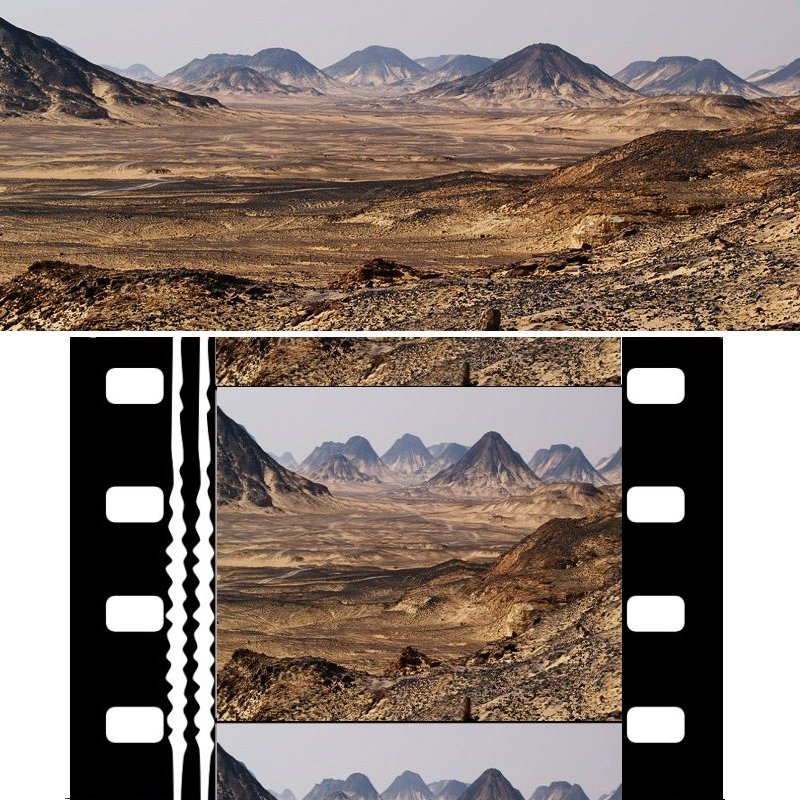
Imatge original (a dalt) i imatge anamòrfica en una pel·lícula de 35 mm (a baix)

El format anamòrfic va fer la seva aparició en el món del cinema a principis de la dècada de 1950, quan es va crear el sistema de filmació CinemaScope, emprat en la pel·lícula La Túnica Sagrada (1953). En aquella època, en totes les pel·lícules en 35 mm, de color o en blanc i negre, la imatge ocupava tot l'espai disponible al negatiu (excepte el reservat a la pista de so) i es projectaven de la mateixa forma, oferint imatges amb una relació d'aspecte de 1.37: 1, molt propera al 1.33: 1 dels televisors convencionals de format 4/3 i previs a l'estandardització del format 16/9.
Seguint els dissenys de l'inventor francès Henri Chrétien, l'empresa Bausch and Lomb va construir per la companyia 20th Century Fox un joc de lents que comprimien la imatge verticalment en el negatiu i amb una taxa de compressió de 2 a 1 exclusivament en aquest eix, de manera que la imatge mantenia la mateixa altura, però al projectar-se al cinema a través d'una lent oposada, que la descomprimia, s'obtenia una imatge el doble d'ample que en el format 35mm convencional (2.55: 1 primer, reduït posteriorment a 2.35: 1), donant inici a una sèrie d'experimentacions en els formats panoràmics. El format més estès i amb més èxit, és el format anamòrfic, i l'únic que es continua utilitzant en l'actualitat.
En rodatges de 35 mm, el format anamòrfic és el format que utilitza un major àrea de negatiu, de manera que, a més d'oferir una major espectacularitat per la seva relació d'aspecte panoràmic, també s'usa quan es pretén obtenir una imatge amb molt detall i sense una textura de gra destacada.
Les òptiques anamòrfiques comporten una sèrie de distorsions de la imatge que fa que presentin un rendiment òptic inferior a les seves equivalents esfèriques. En igualtat de condicions, aquestes últimes ofereixen una imatge superior en termes òptics.

## El format anamòrfic en sensors HD
La gran majoria d'òptiques anamòrfiques exerceixen una compressió de 2 a 1 sobre l'eix vertical, ja que estan dissenyades per al negatiu cinematogràfic 4-perf de 35mm, amb una relació d'aspecte 1.33: 1 (4/3). Tot i així, la imatge final que projecten no és el 2.66: 1 que realment produeixen, fet que afecta els actuals sensors HD donada la seva relació d'aspecte originari de 1.78: 1 (16/9). Això provoca que si es filma amb sensors HD en anamòrfic, la imatge que s'obtindria seria de 3:56: 1, resultant massa gran i gens pràctica. La solució és desaprofitar una part de cada costat del sensor, de manera que en HD també s'utilitzi la relació d'aspecte que tradicionalment té el format panoràmic anamòrfic des de 1971 (2.40: 1) per sacrificar l'ocupació completa de tot el sensor.
Així, quan es roda amb òptiques anamòrfiques en HD passa el contrari que en 35 mm: s'està desaprofitant gran part del sensor i, per tant, píxels, de manera que les imatges captades en HD amb aquestes lents seran menys detallades i de menor qualitat que les rodades amb lents esfèriques, ja que són superiors en òptica i que a més utilitzen una part més gran del sensor o gairebé tots els píxels disponibles.

## Avantatges de rodar en format anamòrfic HD
Les òptiques anamòrfiques ofereixen un rendiment òptic inferior al les seves equivalents esfèriques, i utilitzen menys píxels en sensors HD, que acaba afectant la qualitat d'imatge. No obstant això, rodar en anamòrfic amb aquestes càmeres continua tenint algunes avantatges respecte a fer-ho en 35 mm.
Les òptiques anamòrfiques, tradicionalment, s'han utilitzat en centenars de produccions d'alt pressupost que avui en dia serveixen de model a l'hora de crear imatges d'aspecte cinematogràfic amb càmeres HD. Una raó per emprar-les en HD és que, en ser difícil actualment rodar en cel·luloide (i obtenir la seva textura fotoquímica), si es filma en anamòrfic es pot mantenir gran part de les característiques de les imatges que es veuen en les pel·lícules clàssiques pel fet d'emprar el mateix tipus d'òptiques. A més, les òptiques anamòrfiques (actualment molt utilitzades en publicitat i videoclips) són autèntiques òptiques de cinema, en el sentit que no s'utilitzen per a retransmissions esportives, entrevistes, documentals o sèries de TV sinó que gairebé són en exclusiva pel cinema, de manera que utilitzar-les en HD també és una forma d'apropar-se encara més a un aspecte totalment cinematogràfic.
Actualment hi ha una certa tendència a utilitzar òptiques antigues amb sensors HD per contrarestar la seva imatge nítida i definida d'una manera més orgànica i imitar l'aspecte del cel·luloide tradicional. Rodar en anamòrfic, amb la seva inferior qualitat òptica, assegura que s'introduirà amb més suavitat, es restarà detall i s'allunyarà de l'aspecte que sol relacionar-se amb el vídeo d'alta definició.
El rodatge a anamòrfic HD és utilitzat per captar múltiples centelleigs en forma de línies blaves horitzontals, múltiples distorsions o fons estirats que les caracteritzen i amb la intenció de dotar les imatges de molta personalitat gràcies als defectes òptics de les lents anamòrfiques. Aquest sistema ha estat utilitzat pel cineasta J.J. Abrams en els seus últims treballs.

## Consideracions per rodar en format anamòrfic
Quan s'utilitza el rodatge anamòrfic és necessari tenir en compte certs aspectes:
A causa de la compressió 2 a 1 en l'eix vertical, les òptiques anamòrfiques capten el doble d'imatge horitzontal que els seus focals equivalents en format esfèric, així com la mateixa imatge vertical. Una lent 50mm anamòrfica capta l'angle de visió horitzontal d'una lent esfèrica de 25mm i l'angle de visió vertical o altura d'una lent 50mm esfèrica. Per tant, quan en rodatge esfèric s'escull un 25mm per a una determinada presa, en anamòrfic seria un 50mm, sobre la base del qual es calcula la profunditat de camp. Així, el format anamòrfic té una profunditat de camp inferior al format esfèric, ja que utilitza focals més llargues per capturar el mateix angle de visió, així que com més llarga és la focal emprada, la profunditat de camp és més reduïda.
El anamòrfic tendeix a necessitar més llum que l'esfèrica, ja que duplica la focal per captar el mateix angle de visió, de manera que si es vol igualar la profunditat de camp, s'han d'igualar angles de visió i profunditat de camp. Una altra opció és mantenir els nivells de llum idèntics, opció possible però que comportaria obtenir una profunditat de camp molt més reduïda.
Moltes de les òptiques anamòrfiques són transformacions d'anteriors òptiques esfèriques a les quals se'ls ha afegit l'element que les converteix en anamòrfiques al frontal o al centre de l'òptica. Per això, les òptiques anamòrfiques posseeixen un pes i una mida molt més grans que les òptiques esfèriques, sent un problema quan es tracta de rodar càmera a l'espatlla o en Steadicam. També solen tenir una distància mínima d'enfocament superior, pel que pot caler incorporar un equip de lents d'aproximació per evitar problemes.
Les òptiques anamòrfiques es comporten millor entre obertures de diafragma de T/4.0 a T/11. Quan són diafragmes més oberts, les aberracions cromàtiques, manca de nitidesa, profunditat de camp o distorsions fan que els jocs siguin inservibles i quan són més tancats, acaben comprometent les seves característiques òptiques. Obertures com T/5.6 i T/8 solen ser les òptimes per a aquest format i on el seu rendiment és el millor. Entre T/8 i T/11 la distorsió s'ha minimitzat molt i la profunditat de camp és tan abundant que les seves imatges són indistingibles del format. No és recomanable convertir les òptiques esfèriques a format anamòrfic a través d'un adaptador posterior, especialment pel zoom. Aquestes òptiques perden un o dos passos de diafragma de lluminositat i al no disposar de l'element anamòrfic frontal, es comporten com òptiques esfèriques convencionals, sense les característiques de l'anamòrfic.
S'han de revisar els jocs complets i comprovar la seva reproducció de color, nitidesa o contrast entre d'altres, sobretot en els jocs antics, que solen disposar d'òptiques de diversa procedència, i evitar així una consistència poc òptima (especialment si es roda amb dos o més jocs). De la mateixa manera, les òptiques anamòrfiques tendeixen a variar la distància focal a l'hora d'ajustar el focus molt més que les seves equivalents esfèriques, de manera que cal evitar sobtats canvis de focus en meitat d'una presa i utilitzar lents d'aproximació partides per poder enfocar simultàniament subjectes en primer i segon pla.

## Format anamòrfic per produccions
Les òptiques ofereixen la seva major rendibilitat en posició de màxima obertura, però s'han de tenir en compte els possibles problemes de focus i considerar la possibilitat de repetir plànols per assegurar una correcta nitidesa, fet que pot comportar un augment en costos de producció. Per a produccions de baix pressupost, amb múltiples exteriors nocturns o en condicions on no sigui possible elevar els nivells de llum, el format anamòrfic podria no ser la millor opció funcional. Per contra, en una producció d'alt pressupost, rodada en estudi o en exteriors diürns i situacions molt controlades, el format anamòrfic sol ser l'ideal.